# 栗本有紀子
栗本 有紀子（くりもと ゆきこ、10月1日 - ）は、近畿地方を拠点に活動している日本のナレーター、女性声優。ワイワイワイ所属。和歌山県出身。

## 出演
所属事務所プロフィールにしばらく掲載された後に削除された出演作およびテレビドラマ・ラジオドラマでの担当役名も記載。それらについては、2007年当時の公表データを基にしている。

### テレビ番組
- 朝のホットライン（TBS）
- NHKスペシャル（NHK） - アフレコ出演
- ヤン坊マー坊天気予報 - ヤン坊 役
- 新 兵庫史を歩く（NHK神戸放送局） - ナレーション
- かんさい熱視線（NHK大阪放送局） - アフレコ出演
- にじいろジーン（関西テレビ） - アフレコ出演
- 評判!なかむら屋（朝日放送） - ナレーション
- 歴史秘話ヒストリア（NHK大阪放送局） - アフレコ出演
- やすとものどこいこ!?（テレビ大阪） - ナレーション
- そ〜だったのかンパニー（テレビ新広島） - ナレーション
- 青山ワンセグ開発（NHKワンセグ2、2012年） - 「事なかれ戦隊 ブナンジャー」ピンク 役[2]
- ぶらりバスの旅（釣りビジョン、2016年 - ） - ナレーション
- 関西グルメスクープ！TV（eo光チャンネル、2018年 - ） - ナレーション

### テレビドラマ
- Bone Chillers（英語版）（アメリカ作品）
- オー!マイキー（テレビ東京） - ナンデ君 役

### ラジオ番組
- 心のいこい（ラジオ大阪） - ナレーション
- サンセットバー（ラジオ大阪）

### ラジオドラマ
- ドラマの風「首吊りの家」（MBSラジオ） - 津島冴子 役
- ドラマの風「0007/梅田より愛をこめて」（MBSラジオ） - 絵美 役
- ドラマの風「荒野の決着〜運命に導かれた男たち〜」（MBSラジオ） - サラ 役
- 青春アドベンチャー「DINER」（NHK-FM、2013年） - ディーディー 役[3]

### 劇場用アニメ
- 鳥たちの戦争 オリバーとオリビア（英語版）（デンマーク作品、1990年製作/1991年日本公開） - フレデリック 役

### OVA
- あした・きらりん（大阪市/大阪市教育委員会、2004年）[4]

### ゲーム
- 祇園花 PlayStation版（1995年、ミネア.A、ルシーダ、霧島美樹、綾小路未来）

### CM
- クボタ ラジオCM（1990年）[5]
- 甲子園フェリー ラジオCM（甲子園高速フェリー、1996年） - プランナー、コピーライター兼務[6]
- 日商エステム
- 日本食研
- 大阪ガス - サムソーヤ 役
- 東リ
- 尼崎競艇場
- 改源
- あさひ美容外科
- ベルェベル美容専門学校
- リクルート
- 大丸
- 金鳥
- シャディ
- こてっちゃん（エスフーズ/伊藤ハム）
- ダスキン
- 柿の葉すし
- ダイドードリンコ
- 日本道路公団 (JH)
- NTTドコモ
- JR西日本
- エースコック
- 小林製薬
- 極肌 (KIMEHADA)
- 天下一品
- わかさ生活 - CMソング担当
- 中小企業基盤整備機構
- ハウステンボス
- キリンビール
- 帝国ホテル
- ロート製薬
- 米久
- 日の出みりん（キング醸造）
- POs-Ca（江崎グリコ）
- GAORA SPORTS
- Android TV アプリ オンデマンド高校野球（朝日新聞社）
- ECC外語学院
- 岡崎屋質店
- 滋賀銀行